# Aerosmith Tour
Az Aerosmith Tour az amerikai Aerosmith együttes első turnéja, mely 1973. január 4-én vette kezdetét a bostoni Orpheum Theaterben. Az utolsó előadásra 1973. december 15-én Hollywoodban került sor, ahol az ABC Television stúdiójában adták elő a Dream Ont. A turnén összesen 58 koncertet adtak az Amerikai Egyesült Államok és Kanada területén. Egyes városokban többször is felléptek, Bostonban több mint 10 koncertet adtak. A fellépések kis helyeken, többnyire színháztermekben zajlottak. 1973. augusztus 10-én a Bostonban lévő Suffolk Downs-i versenypályán 35 000 ember előtt léphettek fel a Sha Na Na vendégeként.
A turné októbertől az év végéig a Mott the Hoople előzenekaraként folytatódott. Az október 10-én Cincinnatiban adott koncert felvételre került bootleg verzióban. Az együttes saját dalai mellett feldolgozások is szerepeltek, többek között a The Yardbirdstől a I Ain't Got You, James Browntól a Mother Popcorn, vagy Rufus Thomastól az első albumukra is felkerült Walkin' the Dog.

## Dalok listája
Jellemző műsor
1. Make It
2. Somebody
3. Write Me
4. Walking the Dog
5. Dream On
6. One Way Street
7. Train Kept A-Rollin’
8. Mama Kin
9. Movin’ Out
10. Mother Popcorn
11. I Ain’t Got You

## A turné dátumai
| Dátum                | Város                          | Ország           | Helyszín                                               |
| -------------------- | ------------------------------ | ---------------- | ------------------------------------------------------ |
| 1973. január 4.      | Boston (Massachusetts)         | Egyesült Államok | Orpheum Theater                                        |
| 1973. január 19.     | New Haven (Connecticut)        | Egyesült Államok | Palace Theater                                         |
| 1973. március 3.     | Boston (Massachusetts)         | Egyesült Államok | Orpheum Theater                                        |
| 1973. március 3.     | Roxbury (Massachusetts)        | Egyesült Államok | The Warehouse Cooperative School                       |
| 1973. március 19.    | Boston (Massachusetts)         | Egyesült Államok | Paul's Mall                                            |
| 1973. március 20.    | Boston (Massachusetts)         | Egyesült Államok | Paul's Mall                                            |
| 1973. március 30.    | New York                       | Egyesült Államok | Fordham University                                     |
| 1973. április 1.     | Boston (Massachusetts)         | Egyesült Államok | Music Hall                                             |
| 1973. április 21.    | Ithaca (New York)              | Egyesült Államok | Barton Hall                                            |
| 1973. április 23.    | Boston (Massachusetts)         | Egyesült Államok | Paul's Mall                                            |
| 1973. április 24.    | Boston (Massachusetts)         | Egyesült Államok | Paul's Mall                                            |
| 1973. április 25.    | Boston (Massachusetts)         | Egyesült Államok | Paul's Mall                                            |
| 1973. április 26.    | Revere (Massachusetts)         | Egyesült Államok | Scarborough Fair                                       |
| 1973. április 26.    | Boston (Massachusetts)         | Egyesült Államok | Paul's Mall                                            |
| 1973. április 27.    | Revere (Massachusetts)         | Egyesült Államok | Scarborough Fair                                       |
| 1973. április 27.    | Boston (Massachusetts)         | Egyesült Államok | Paul's Mall                                            |
| 1973. április 28.    | Revere (Massachusetts)         | Egyesült Államok | Scarborough Fair                                       |
| 1973. április 28.    | Boston (Massachusetts)         | Egyesült Államok | Paul's Mall                                            |
| 1973. április 29.    | Revere (Massachusetts)         | Egyesült Államok | Scarborough Fair                                       |
| 1973. április 29.    | Boston (Massachusetts)         | Egyesült Államok | Paul's Mall                                            |
| 1973. június 16.     | Hopedale (Massachusetts)       | Egyesült Államok | Hopedale High School                                   |
| 1973. június 23.     | South Yarmouth (Massachusetts) | Egyesült Államok | Cape Cod Coliseum                                      |
| 1973. augusztus 10.  | Boston (Massachusetts)         | Egyesült Államok | Suffolk Downs                                          |
| 1973. augusztus 16.  | Salsbury (Massachusetts)       | Egyesült Államok | Frolick's Ballroom                                     |
| 1973. szeptember 2.  | West Yarmouth (Massachusetts)  | Egyesült Államok | Cape Cod Coliseum                                      |
| 1973. szeptember 3.  | Portland (Oregon)              | Egyesült Államok | Cumberland County Civic Center                         |
| 1973. szeptember 14. | Boston (Massachusetts)         | Egyesült Államok | The Box Club (Boston University)                       |
| 1973. szeptember 21. | Nantasket (Massachusetts)      | Egyesült Államok | The Surf                                               |
| 1973. szeptember 22. | Detroit (Michigan)             | Egyesült Államok | Michigan Palace                                        |
| 1973. szeptember 28. | Dudley (Massachusetts)         | Egyesült Államok | Nickols College                                        |
| 1973. szeptember 29. | Swanzey (New Hampshire)        | Egyesült Államok | Cheshire County Fairgrounds                            |
| 1973. szeptember 30. | Orono (Minnesota)              | Egyesült Államok | University of Maine                                    |
| 1973. október 4.     | Atlanta (Georgia)              | Egyesült Államok | Municipal Auditorium                                   |
| 1973. október 6.     | Jacksonville (Florida)         | Egyesült Államok | Jacksonville Coliseum                                  |
| 1973. október 10.    | Cincinnati Ohio                | Egyesült Államok | Counterpart Creative Studios                           |
| 1973. október 10.    | Cincinnati Ohio                | Egyesült Államok | Music Hall                                             |
| 1973. október 11.    | Chicago Illinois               | Egyesült Államok | Auditorium Theater                                     |
| 1973. október 12.    | Detroit (Michigan)             | Egyesült Államok | Masonic Temple                                         |
| 1973. október 13.    | Cleveland (Ohio)               | Egyesült Államok | John Carroll University                                |
| 1973. október 14.    | Toronto (Ontario)              | Kanada           | Massey Hall                                            |
| 1973. október 16.    | Rochester (New York)           | Egyesült Államok | Auditorium Theater                                     |
| 1973. október 17.    | Buffalo New York               | Egyesült Államok | Kleinhans Music Hall                                   |
| 1973. október 18.    | Pittsburgh (Pennsylvania)      | Egyesült Államok | Syria Mosque                                           |
| 1973. október 19.    | Columbus (Ohio)                | Egyesült Államok | Mershon Auditorium at Ohio State University            |
| 1973. október 20.    | Charlotte Észak-Karolina       | Egyesült Államok | Park Center                                            |
| 1973. október 21.    | Greensboro (Észak-Karolina)    | Egyesült Államok | Greensboro Coliseum                                    |
| 1973. október 24.    | Providence (Rhode Island)      | Egyesült Államok | Palace Theatre                                         |
| 1973. október 27.    | Boston (Massachusetts)         | Egyesült Államok | Orpheum Theater                                        |
| 1973. október 28.    | West Hartford (Connecticut)    | Egyesült Államok | Columbia Music Hall                                    |
| 1973. október 29.    | Bethlehem (Pennsylvania)       | Egyesült Államok | Johnston Hall at Moravian Colleger                     |
| 1973. október 31.    | Indianapolis (Indiana)         | Egyesült Államok | Circle Theater                                         |
| 1973. november 2.    | Kansas City (Missouri)         | Egyesült Államok | Cowtown Ballroom                                       |
| 1973. november 3.    | Saint Louis (Missouri)         | Egyesült Államok | American Theater                                       |
| 1973. november 29.   | Portland (Oregon)              | Egyesült Államok | Memorial Auditorium                                    |
| 1973. november 30.   | Seattle (Washington)           | Egyesült Államok | Paramount Theatre                                      |
| 1973. december 3.    | Los Angeles (Kalifornia)       | Egyesült Államok | Whisky a Go Go                                         |
| 1973. december 4.    | Los Angeles (Kalifornia)       | Egyesült Államok | Whisky a Go Go                                         |
| 1973. december 15.   | Hollywood (Los Angeles)        | Egyesült Államok | ABC Television Studios (American Bandstand) – Dream On |